# Landtag de Bavière
19e législature
Maximilianeum
Le Landtag de Bavière (en allemand : Bayerischer Landtag) est le parlement de l'État libre de Bavière établi par la constitution de 1946. Il siège à Munich, au Maximilianeum. Il est constitué de cent-quatre-vingts députés (Abgeordnete) du peuple bavarois. Les députés sont les représentants du peuple, et non d'un seul parti. Les députés sont élus au suffrage universel, selon le système électoral allemand. La durée d'une législature est de 5 ans.

## Organisation

### Le président du Landtag
Le président mène les affaires du Landtag et représente l’État dans les actes et litiges juridiques du parlement. Il dispose des pouvoirs de gestion et de police dans l'enceinte des bâtiments. Il préside les débats de l'assemblée plénière et exerce le contrôle hiérarchique des membres de l'administration parlementaire et du délégué du Land à la protection des données.

### Les vice-présidents
Les vice-présidents secondent le président dans l'exercice de ses fonctions.

### Le conseil suprême
Le conseil suprême est constitué du président, des deux vice-présidents et des secrétaires. Les secrétaires, également députés, assistent le président en exercice à diriger les séances de l'assemblée plénière. Le conseil suprême est l'organe consultatif et délibératif des affaires administratives du Landtag. Il prépare notamment le budget du Parlement, décide des constructions et de la répartition des bureaux dans l'enceinte du Landtag ; il est également chargé des questions essentielles concernant le personnel de l'administration parlementaire.

### Le conseil des anciens
Le conseil des anciens (Ältestenrat) se compose du président du Landtag, des deux vice-présidents, en règle en général des présidents de groupes parlementaires ainsi que d'autres représentants de ces derniers. Il aide le président à la réalisation des actes liés à sa fonction. Il détermine la date et l'ordre du jour des séances de l'assemblée plénière et règle les questions internes se rapportant à la marche du parlement et au déroulement des séances. Malgré son nom, l'âge n'y joue aucun rôle.

### L’assemblée plénière
L'assemblée plénière des députés est le forum de travail parlementaire des représentants du peuple bavarois. Un parlement nouvellement élu se constitue lors de la première séance, au cours de laquelle il élit le président du parlement et le conseil suprême.
En règle générale, les débats de l'assemblée plénière sont publics. Des sténographes transcrivent à la lettre les rapports de séance qui seront publiés sous forme de comptes rendus officiels. Ils sont également publiés sur Internet.

### Les groupes parlementaires
Les groupes parlementaires sont des groupements constitués de membres du Landtag de Bavière et sont dotés de leurs propres droits et obligations au sein du Landtag. La mission principale des groupes parlementaires est la formation de la volonté politique. Ils élaborent des projets de loi et définissent les positions qu'ils soutiendront au sein des différentes commissions et en assemblée plénière.
Le 17e Landtag (Élections législatives régionales de 2013 en Bavière) comprend quatre groupes parlementaires : 
- le groupe de l'Union chrétienne-sociale en Bavière (CSU) avec 101 sièges
- le groupe du Parti social-démocrate d'Allemagne (SPD) avec 42 sièges
- le groupe des Électeurs libres (FW) avec 19 sièges
- le groupe d'Alliance 90 / Les Verts avec 18 sièges

Le SPD et l'Alliance 90/ Les Verts forment l'opposition alors que la CSU, en tant que parti majoritaire, constitue le gouvernement.

### Les commissions
Des commissions permanentes sont instituées pour la durée d'une législature. Elles sont compétentes pour des domaines définis (par exemple les finances, la sécurité intérieure, l'économie, les affaires sociales, l'environnement, l'éducation et les affaires culturelles). Les 12 commissions ont pour mission de préparer les débats et les résolutions de l'assemblée plénière. Elles examinent en outre les requêtes et recours déposés par les citoyens et elles sont investies du pouvoir de décision concernant ces mêmes requêtes.
En règle générale, les séances des commissions sont publiques. Le Landtag fixe le nombre des membres de la commission, leur répartition étant proportionnelle à l'importance des groupes parlementaires. Il incombe aux groupes parlementaires de désigner et de révoquer leurs représentants au sein des commissions. La commission de contrôle parlementaire, dont la mission est de contrôler les activités de l'administration du Land chargée de la protection de la constitution, a la fonction d'une commission permanente.
Sur la demande d'un cinquième de ses membres, le Landtag a l'obligation d'instituer des commissions d'enquête.
En vertu de l'art. 25a de la constitution bavaroise, le Landtag est en droit d'instituer des commissions parlementaires spéciales pour l'élaboration de décisions relatives à des questions complexes et importantes relevant à la compétence de la République de Bavière.